# Ricky van Wolfswinkel
Ricky van Wolfswinkel, född 27 januari 1989 i Woudenberg, är en nederländsk fotbollsspelare (anfallare) som spelar för Twente. 

## Klubblagskarriär
Van Wolfswinkel inledde sin karriär i Vitesse där han debuterade i A-laget i april 2008. Det blev hans enda framträdande i ligan den säsongen. Säsongen 2008-2009 spelade han 30 ligamatcher för klubben och gjorde 8 mål. Tio dagar efter att säsongen tagit slut skrev han ett fyraårskontrakt med FC Utrecht. I media förekom olika uppgifter angående övergångssumman som rapporterades ligga mellan 3 och 5 miljoner euro. Under sin första säsong i Utrecht gjorde van Wolfswinkel 7 mål på 31 matcher i ligan samt 4 mål på 4 matcher i det nederländska kvalet till Europa League.
Den 3 juni 2011 skrev van Wolfswinkel på ett femårskontrakt med den portugisiska klubben Sporting Lissabon.

## Landslagskarriär
Van Wolfswinkel har representerat Nederländerna på U19-, U20- och U21-nivå. I augusti 2010 blev han för första gången uttagen i seniorlandslaget inför en träningsmatch mot Ukraina.